# القرين (ذي السفال)

تعديل مصدري - تعديل

القرين محلة تابعة لقرية الطهم، التابعة لعزلة الحبلة بمديرية ذي السفال إحدى مديريات محافظة إب في الجمهورية اليمنية، بلغ تعداد سكانها 91 حسب تعداد اليمن لعام 2004.